# Наомі Цур
Наомі Цур (івр. נעמי צור; нар. 8 вересня 1948) — ізраїльська екологічна і політична діячка та колишня заступниця мера Єрусалиму. Як заступниця міського голови, Наомі Цур відповідала за стратегічне планування, захист навколишнього середовища, стійкість та збереження історичних пам'яток.

## Біографія
Цур народилася і виросла у Брістолі. Її батько, Джозеф, був професором медицини в Єрусалимському Єврейському університеті та одним із засновників медичного центру в Ейн-Каремі.
У 1973 році в Єврейському університеті вона отримала ступінь бакалавра мистецтв у галузі археології та класики. У 1975 році в Єврейському університеті в Єрусалимі вона закінчила магістратуру з порівняльного мовознавства.
Цур одружена з музикантом і композитором Хаімом Цуром, який багато років працював у «Голосі Ізраїлю», і є матір'ю чотирьох дітей. Її дочка Міхал Цур була названа The Inc однією з «10 жінок, за якими варто дивитися в галузі технологій у 2013 році», і є співзасновницею Kaltura і Cyota.

## Академічна та кураторська кар'єра
У 1982—1995 роках Цур була науковою співробітницею Єврейського університету. У 1997 році вона з Арі Комі опублікувала іврито-англійський та англо-івритський словник .
У 1995—1996 роках Цур працювала помічником куратора монет у Музеї Рокфеллера в Єрусалимі.

## Політична кар'єра
Цур була головою партії Омец Лев, яка балотувалася до міської ради Єрусалиму в жовтні 2013 року. До свого терміну на посаді заступниці мера вона була головою Товариства охорони природи в Ізраїлі в Єрусалимі та координаторкою організації «Сталий Єрусалим». Цур боролася, щоб запобігти розростанню міст на Єрусалимських пагорбах, що додало б 20 000 житлових одиниць, використовуючи західну Єрусалимську обїзну дорогу всередині зелених Єрусалимських пагорбів. Вона також очолила в Єрусалимі революцію з переробки відходів і інтегрувала міську природу в планування великих проєктів значущих громадських територій, таких як міський природний парк долини Газель і залізничний парк.

### Заступниця міського голови 2008—2013
У 2008 році Цур була призначена заступницею мера Єрусалиму, отримавши в обраній раді Єрусалиму портфелі планування та охорони навколишнього середовища. Цур вимагала прозорості та залучення громадськості до процесу планування Єрусалиму. На посаді заступниці міського голови допомагала відновлювати вулицю Пророків (Ханевейм). Вона брала активну участь у будівництві залізничного парку, запланованого кола велосипедних доріжок до Єрусалиму. Цур також очолював кампанії з переробки відходів, діалог з палестинцями щодо питань каналізації, правил доступного житла та вивезення приватних автомобілів зі старого міста. Під її керівництвом у місті Ту БіШват було висаджено 10 000 дерев.

## Громадська активність
У 1987–95 Цур обіймала посаду голови Національного релігійного сектору Єрусалимського окружного батьківського комітету та була призначена почесним директором Єрусалимської ради у справах дітей та молоді. У 1996 році Цур розпочала своє 12-річне перебування на посаді голови Товариства охорони природи в Ізраїлі в Єрусалимі, під час якого вона сформувала організацію «Сталий Єрусалим» — коаліцію з 60 організацій і комітетів міста. Вона ініціювала проєкт оцінки справжніх земельних запасів в Єрусалимі, що призвело до скасування плану Сафді для будівництва в Західному Єрусалимі.
Крім того, вона отримала схвалення для першого міського природного парку в Ізраїлі, долини Газелі, будівництва залізничного парку та охорони диких квітів у Неве-Якова. Це було досягнуто шляхом запрошення представництва навколишніх районів бути зацікавленими сторонами в процесі планування.
У 2007 році Цур була призначена директором філій СПНІ та міських громадських центрів.
У 2009 р., щоб покращити поведінку туристичних міст та забезпечити екологічний та стійкий досвідвона, Цур передбачала створення глобальної мережі, яка об'єднує міста паломництва та релігійні громади. Глобальна зелена паломницька мережа була запущена в Ассізі в Італії наприкінці 2011 року, і Цур була призначена амбасадоркою мережі.

Цур очолює команду Green Pilgrim Jerusalem.[первинне джерело] Описуючи Перший міжнародний Єрусалимський симпозіум про зелене та доступне паломництво 2013 року Цур сказала:
Ідея водночас грандіозна й проста, оскільки, хоча в паломництві немає нічого нового, ідея глобального партнерства паломників є абсолютно новою концепцією., який ставить цілі для міської стійкості та економічного зростання, з одного боку, і для міжконфесійного діалогу з іншого.— 
Цур виступає на міжнародних конференціях, присвячених екології та громадянському суспільству в Ізраїлі. Вона представляла Сталий Єрусалим на Всесвітньому саміті зі сталого розвитку в Йоганнесбурзі, Південна Африка. У 2003 році вона представляла Сталий Єрусалим на Міжнародній конференції здорового міста в Белфасті. Цур також очолювала делегацію на конференції ICLEI у Кейптауні навесні 2006 року.

## Опубліковані роботи
- New User Friendly English Hebrew English Dictionary. Arie Comey and Naomi Tsur. Achiasaf Publishing House. 2000. ISBN 978-1857332445.